# Правов Іван Костянтинович
Іван Костянтинович Правов (нар. 4 листопада 1899 — пом. 11 травня 1971) — радянський режисер і сценарист.

## Життєпис
Народився у губернському місті Воронежі (Російська імперія).
Трудову діяльність розпочав у 1909 році розсильним театру-вар'єте у Воронежі.
З 1919 по 1922 роки перебував у лавах Червоної армії.
З 1926 року — режисер московської кіностудії «Радкіно» (рос. Совкино). З 1927 року співпрацював з режисером Ольгою Преображенською. У 1929 році закінчив акторське відділення ВГІКу. У низці фільмів виступав також і як сценарист.
Протягом 1944—1946 років був режисером філармонії у Коканді (Узбекистан), Свердловського ТЮГу. З 1947 року — режисер Свердловської кіностудії.
У 1956—1958 та 1962—1971 роках — режисер «Мосфільму».
Помер у Москві.

## Фільмографія

### Режисерські роботи
- 1927 — Аня
- 1927 — Баби рязанські
- 1928 — Світле місто
- 1929 — Останній атракціон
- 1930 — Тихий Дон
- 1933 — Одна радість
- 1935 — Вражі стежки
- 1939 — Степан Разін
- 1941 — Хлопець з тайги
- 1947 — Алмази
- 1950 — На берегах Чусової (документальний)
- 1957 — Під владою золота
- 1960 — Один рядок
- 1962 — Ланцюгова реакція
- 1964 — Скарби республіки
- 1966 — Дарунок (короткометражний)

### Сценарист
- 1927 — Аня
- 1928 — Світле місто
- 1930 — Тихий Дон
- 1935 — Ворожі стежки
- 1939 — Степан Разін
- 1957 — У владі золота
- 1960 — Один рядок